# Eleições estaduais no Pará em 2002
As eleições estaduais no Pará em 2002 aconteceram nas eleições federais, no Brasil, em 6 de outubro. Na ocasião foi eleito um governador por estado, dois senadores por estado, deputados federais e estaduais e o Presidente da República. Os candidatos oficializados, ao Governo de Estado foram: Ademir Andrade (PSB), Rubens Brito (PMDB), Hildegardo Nunes (PTB), Cleiton Coffy (PSTU), Maria do Carmo (PT) e Simão Jatene (PSDB), que se elegeu no segundo turno, com o apoio do então governador Almir Gabriel desde o início da campanha.
Ao Senado Federal Brasileiro, os principais candidatos foram: Neuton Miranda (PCdoB), Gerson Peres (PPB), Elcione Barbalho (PMDB), Duciomar Costa (PSD)  e Ana Júlia Carepa (PT), sendo os dois últimos os vitoriosos deste pleito.

## Regras

### Governador e Vice-governador
No geral, as regras para as eleições presidenciais também se aplicam às estaduais. Isto é, as eleições têm dois turnos, se nenhum dos candidatos alcança maioria absoluta dos votos válidos, um segundo turno entre os dois mais votados acontece.

### Senador
Conforme rodízio previsto para as eleições para o Senado, em 2002 duas vagas para cada estado serão disputadas para o mandato de 8 anos. Os dois candidatos mais votados são eleitos. Nas eleições legislativas não há segundo turno.

## Candidatos para o Governo de Estado e ao Senado
No Pará foram foram seis candidatos à governador, dos quais se elegeu Simão Jatene  . Para senador foram treze candidatos dos quais se elegeram Ana Júlia Carepa e Duciomar Costa. 

### Coligação União pelo Pará
A chapa de Simão Jatene é composta por 11 partidos: PSDB, PFL, PSD, PPB, PV, PST, PRP, PTdoB, PRTB, PRONA e PSDC. 
As candidaturas confirmadas para a chapa são:
| Cargo             | Partido | Número | Nome                 |
| ----------------- | ------- | ------ | -------------------- |
| Governador        | PSDB    | 45     | Simão Jatene         |
| Vice-Governador   | PFL     | -      | Valéria Pires Franco |
| Senador           | PSD     | 411    | Duciomar Costa       |
| Primeiro suplente | PSDB    | -      | Flexa Ribeiro        |
| Segundo suplente  | PSDB    | -      | Everaldo Moreira     |
| Senador           | PPB     | 111    | Gerson Peres         |
| Primeiro suplente | PSDB    | -      | Isan Anijar          |
| Segundo suplente  | PPB     | -      | Afonso Monteiro      |

### Coligação O Pará para todos
A chapa do PT é composta por 5 partidos: PT, PL, PCdoB, PMN e PCB.
As candidaturas confirmadas para a chapa são:
| Cargo             | Partido | Número | Nome               |
| ----------------- | ------- | ------ | ------------------ |
| Governador        | PT      | 13     | Maria do Carmo     |
| Vice-Governador   | PL      | -      | Frederico Braun    |
| Senador           | PT      | 131    | Ana Júlia Carepa   |
| Primeiro suplente | PT      | -      | José Nery          |
| Segundo suplente  | PL      | -      | Michel Tachy       |
| Senador           | PCdoB   | 654    | Neuton Miranda     |
| Primeiro suplente | PT      | -      | Léa de Moraes      |
| Segundo suplente  | PCdoB   | -      | Socorro Nepomuceno |

### Coligação O Pará nas mãos do povo
A chapa do PSB é composta por 6 partidos: PSB, PSL, PSC, PHS, PTC e PGT.
As candidaturas confirmadas para a chapa são:
| Cargo             | Partido | Número | Nome                   |
| ----------------- | ------- | ------ | ---------------------- |
| Governador        | PSB     | 40     | Ademir Andrade         |
| Vice-Governador   | PSB     | -      | Vanessa Vasconcelos    |
| Senador           | PSB     | 401    | Isabel Brito           |
| Primeiro suplente | PSB     | -      | Nelson Marzullo        |
| Segundo suplente  | PSB     | -      | Vladimir Gomes         |
| Senador           | PSL     | 177    | Pastor Raul Batista    |
| Primeiro suplente | PSB     | -      | Carlos Alberto Pina    |
| Segundo suplente  | PSB     | -      | Itabirici Souza Júnior |

### Chapa do PMDB
| Cargo             | Partido | Número | Nome                  |
| ----------------- | ------- | ------ | --------------------- |
| Governador        | PMDB    | 15     | Rubens Britto         |
| Vice-Governador   | PMDB    | -      | Maria do Carmo Britto |
| Senador           | PMDB    | 151    | Elcione Barbalho      |
| Primeiro suplente | PMDB    | -      | Fernando Ribeiro      |
| Segundo suplente  | PMDB    | -      | Wilson Ribeiro        |
| Senador           | PMDB    | 152    | Aurélio do Carmo      |
| Primeiro suplente | PMDB    | -      | Joaquim Lemos         |
| Segundo suplente  | PMDB    | -      | Nazareno Sanches      |

### Coligação Frente Trabalhista
A chapa do PTB é composta por 4 partidos: PTB, PDT, PPS e PTN.
As candidaturas confirmadas para a chapa são:
| Cargo             | Partido | Número | Nome                            |
| ----------------- | ------- | ------ | ------------------------------- |
| Governador        | PTB     | 14     | Hildegardo Nunes                |
| Vice-Governador   | PDT     | -      | Giovanni Queiroz                |
| Senador           | PTB     | 141    | Sahid Xerfan                    |
| Primeiro suplente | PTB     | -      | José Rebelo Filho               |
| Segundo suplente  | PTB     | -      | Maria de Nazaré Lima de Freitas |
| Senador           | PDT     | 123    | Raimundo Pinheiro               |
| Primeiro suplente | PDT     | -      | Francisco Lima Costa            |
| Segundo suplente  | PDT     | -      | Reynaldo Soares                 |
| Senador           | PPS     | 231    | Telma Lobo                      |
| Primeiro suplente | PPS     | -      | Benedicto Monteiro              |
| Segundo suplente  | PPS     | -      | Flávio Lauande                  |

### Chapa do PSTU
| Cargo             | Partido | Número | Nome                 |
| ----------------- | ------- | ------ | -------------------- |
| Governador        | PSTU    | 16     | Claiton Coffy        |
| Vice-Governador   | PSTU    | -      | Angela Azevedo       |
| Senador           | PSTU    | 161    | Orlando Galeno       |
| Primeiro suplente | PSTU    | -      | Francisco Barros     |
| Segundo suplente  | PSTU    | -      | Conceição Menezes    |
| Senador           | PSTU    | 162    | Wanderley Padilha    |
| Primeiro suplente | PSTU    | -      | Luiz Otávio Lobato   |
| Segundo suplente  | PSTU    | -      | Paulo Roberto Santos |

## Pesquisas

### Governador - 1º Turno
| Data           | Instituto | Simão Jatene (PSDB) | Ademir Andrade (PSB) | Maria do Carmo (PT) | Hildegardo Nunes (PTB) | Rubens Britto (PMDB) | Claiton Coffy (PSTU) | Brancos e Nulos | Indecisos |
| -------------- | --------- | ------------------- | -------------------- | ------------------- | ---------------------- | -------------------- | -------------------- | --------------- | --------- |
| 14/08/2002 [a] | Ibope     | 24%                 | 34%                  | 9%                  | 15%                    | 2%                   | 0%                   | 6%              | 10%       |
| 22/09/2002 [b] | Ibope     | 37%                 | 24%                  | 20%                 | 10%                    | 0%                   | 0%                   | 2%              | 7%        |

### Senador
| Data           | Instituto | Ana Júlia (PT) | Duciomar Costa (PSD) | Elcione Barbalho (PMDB) | Gerson Peres (PPB) | Raul Batista (PSL) | Sahid Xerfan (PTB) | Neuton Miranda (PCdoB) | Wanderley Padilha (PSTU) | Aurélio do Carmo (PMDB) | Telma Lobo (PPS) | Isabel Brito (PSB) | Orlando Galeno (PSTU) | Raimundo Pinheiro (PDT) | Brancos e Nulos | Indecisos |
| -------------- | --------- | -------------- | -------------------- | ----------------------- | ------------------ | ------------------ | ------------------ | ---------------------- | ------------------------ | ----------------------- | ---------------- | ------------------ | --------------------- | ----------------------- | --------------- | --------- |
| 22/09/2002 [a] | Ibope     | 42%            | 36%                  | 36%                     | 25%                | 6%                 | 5%                 | 4%                     | 2%                       | 2%                      | 0%               | 1%                 | 1%                    | 0%                      | 2%              | 12%       |

### Governador - 2º Turno
| Data           | Instituto                | Simão Jatene (PSDB) | Maria do Carmo (PT) | Brancos/Nulos | Indecisos |
| -------------- | ------------------------ | ------------------- | ------------------- | ------------- | --------- |
| 18/10/2002 [a] | Ibope                    | 46%                 | 49%                 | 1%            | 4%        |
| 18/10/2002 [b] | Ibope-Votos Válidos      | 49%                 | 51%                 |               |           |
| 18/10/2002 [c] | Vox Populi               | 48%                 | 44%                 | 3%            | 5%        |
| 18/10/2002 [d] | Vox Populi-Votos Válidos | 52%                 | 48%                 |               |           |
| 26/10/2002 [e] | Ibope                    | 50%                 | 44%                 | 3%            | 3%        |
| 26/10/2002 [f] | Ibope-Votos Válidos      | 53%                 | 47%                 |               |           |

## Resultados

### Governador - 1º Turno
Resultado do 1º turno da eleição para governador. 
| 1º Turno 6 de outubro de 2002 | 1º Turno 6 de outubro de 2002 | 1º Turno 6 de outubro de 2002 | 1º Turno 6 de outubro de 2002 |
| Candidato(a)                  | Vice                          | Votação                       | Votação                       |
| Candidato(a)                  | Vice                          | Porcentagem                   | Total                         |
| ----------------------------- | ----------------------------- | ----------------------------- | ----------------------------- |
| Simão Jatene (PSDB)           | Valéria Pires Franco (PFL)    | 34,43%                        | 863.780                       |
| Maria do Carmo (PT)           | Frederico Carlos (PL)         | 28,92%                        | 725.473                       |
| Ademir Andrade (PSB)          | Vanessa Vasconcelos (PSB)     | 24,98%                        | 626.632                       |
| Hildegardo Nunes (PTB)        | Giovanni Queiroz (PDT)        | 9,70%                         | 243.332                       |
| Rubens Britto (PMDB)          | Maria do Carmo Britto (PMDB)  | 1,67%                         | 41.805                        |
| Raimundo Abdon (PTC)          | Mara Lúcia Chagas (PTC)       | 0,18%                         | 4.601                         |
| Claiton Coffy (PSTU)          | Fernando Eutrópio (PSTU)      | 0,13%                         | 3.346                         |
| Total de votos válidos        | Total de votos válidos        | 96,43%                        | 2.496.311                     |
| Votos em branco               | Votos em branco               | 0,92%                         | 23.930                        |
| Votos nulos                   | Votos nulos                   | 0,65%                         | 68.611                        |
| Votos apurados                | Votos apurados                | 100,00%                       | 3.569.333                     |
| Abstenções                    | Abstenções                    | 27,47%                        | 980.481                       |
| Total de eleitores            | Total de eleitores            | 100,00%                       | 3.569.333                     |

| Partido | Partido | Candidato        | Votos     | Votos (%) |
| ------- | ------- | ---------------- | --------- | --------- |
|         | PSDB    | Simão Jatene     | 863 780   | 34,43%    |
|         | PT      | Maria do Carmo   | 725 473   | 28,92%    |
|         | PSB     | Ademir Andrade   | 626 632   | 24,98%    |
|         | PTB     | Hildegardo Nunes | 243 332   | 9,7%      |
|         | PMDB    | Rubens Britto    | 41 805    | 1,67%     |
|         | PTC     | Raimundo Abdon   | 4 601     | 0,18%     |
|         | PSTU    | Cleiton Coffy    | 3 346     | 0,13%     |
| Totais  | Totais  | Totais           | 2 508 969 |           |

### Senador
Resultado da eleição para senador.
| 1º Turno 6 de outubro de 2002 | 1º Turno 6 de outubro de 2002                         | 1º Turno 6 de outubro de 2002 | 1º Turno 6 de outubro de 2002 |
| Candidato(a)                  | Suplentes                                             | Votação                       | Votação                       |
| Candidato(a)                  | Suplentes                                             | Porcentagem                   | Total                         |
| ----------------------------- | ----------------------------------------------------- | ----------------------------- | ----------------------------- |
| Ana Júlia Carepa (PT)         | José Nery (PT) Michel Tachy (PL)                      | 23,17%                        | 1.097.061                     |
| Duciomar Costa (PSD)          | Flexa Ribeiro (PSDB) Everaldo Moreira (PSDB)          | 21,99%                        | 1.041.516                     |
| Elcione Barbalho (PMDB)       | Fernando Ribeiro (PMDB) Wilson Ribeiro (PMDB)         | 20,32%                        | 962.496                       |
| Gerson Peres (PPB)            | Isan Anijar (PSDB) Afonso Monteiro (PPB)              | 18,23%                        | 863.388                       |
| Neuton Miranda (PCdoB)        | Léa de Moraes (PT) Socorro Nepomuceno (PCdoB)         | 6,65%                         | 314.943                       |
| Pastor Raul Batista (PSL)     | Carlos Alberto Pina (PSB) Itabirici Souza Jr (PSB)    | 3,83%                         | 181.356                       |
| Sahid Xerfan (PTB)            | José Rebelo Filho (PTB) Mª de Nazaré (PTB)            | 2,42%                         | 114.466                       |
| Aurélio do Carmo (PMDB)       | Joaquim Lemos (PMDB) Nazareno Sanches (PMDB)          | 2,06%                         | 97.606                        |
| Isabel Brito (PSB)            | Nelson Marzullo (PSB) Vladimir Gomes (PSB)            | 0,45%                         | 21.312                        |
| Raimundo Pinheiro (PDT)       | Francisco Lima Costa (PDT) Reynaldo Soares (PDT)      | 0,43%                         | 20.480                        |
| Telma Lobo (PPS)              | Benedicto Monteiro (PPS) Flávio Lauande (PPS)         | 0,32%                         | 15.144                        |
| Orlando Galeno (PSTU)         | Francisco Barros (PSTU) Conceição Menezes (PSTU)      | 0,07%                         | 3.419                         |
| Wanderley Padilha (PSTU)      | Luiz Otávio Lobato (PSTU) Paulo Roberto Santos (PSTU) | 0,05%                         | 2.391                         |
| Total de votos válidos        | Total de votos válidos                                | 77,80%                        | 2.776.995                     |
| Votos em branco               | Votos em branco                                       | 8,15%                         | 226.242                       |
| Votos nulos                   | Votos nulos                                           | 21,31%                        | 591.736                       |
| Votos apurados                | Votos apurados                                        | 100,00%                       | 3.569.333                     |
| Abstenções                    | Abstenções                                            | 22,20%                        | 792.338                       |
| Total de eleitores            | Total de eleitores                                    | 100,00%                       | 3.569.333                     |

| Partido | Partido | Candidato           | Votos     | Votos (%) |
| ------- | ------- | ------------------- | --------- | --------- |
|         | PT      | Ana Júlia Carepa    | 1 097 061 | 23,17%    |
|         | PSD     | Duciomar Costa      | 1 041 516 | 21,99%    |
|         | PMDB    | Elcione Barbalho    | 962 496   | 20,32%    |
|         | PPB     | Gerson Peres        | 863 388   | 18,23%    |
|         | PCdoB   | Neuton Miranda      | 314 943   | 6,65%     |
|         | PSL     | Pastor Raul Batista | 181 561   | 3,83%     |
|         | PTB     | Sahid Xerfan        | 114 466   | 2,42%     |
|         | PMDB    | Aurélio do Carmo    | 97 606    | 2,06%     |
|         | PSB     | Isabel Brito        | 21 312    | 0,45%     |
|         | PDT     | Raimundo Pinheiro   | 20 480    | 0,43%     |
|         | PPS     | Telma Lobo          | 15 144    | 0,32%     |
|         | PSTU    | Orlando Galeno      | 3 419     | 0,07%     |
|         | PSTU    | Wanderley Padilha   | 2 391     | 0,05%     |
| Totais  | Totais  | Totais              | 4 735 783 |           |

## Deputados federais eleitos
Foram eleitos dezessete (17) deputados federais pelo estado.

Representação eleita
  PMDB: 5
  PSDB: 4
  PT: 3
  PFL: 1
  PDT: 1
  PL: 1
  PTB: 1
  PPB: 1

Fonteː
| Candidato (a)            | Nº   | Coligação                                     | Votos   | %      |
| ------------------------ | ---- | --------------------------------------------- | ------- | ------ |
| Jader Barbalho (PMDB)    | 1555 | PMDB                                          | 344.018 | 12,93% |
| Wladimir Costa (PMDB)    | 1522 | PMDB                                          | 162.325 | 6,10%  |
| Paulo Rocha (PT)         | 1311 | O Pará para todos PT / PL / PCdoB / PMN / PCB | 130.974 | 4,92%  |
| Anivaldo Vale (PSDB)     | 4560 | PSDB                                          | 111.970 | 4,21%  |
| José Priante (PMDB)      | 1515 | PMDB                                          | 96.107  | 3,61%  |
| Nilson Pinto (PSDB)      | 4590 | PSDB                                          | 94.022  | 3,53%  |
| Vic Pires Franco (PFL)   | 2555 | PPB / PFL PFL / PPB                           | 91.504  | 3,44%  |
| Zenaldo Coutinho (PSDB)  | 4567 | PSDB                                          | 85.041  | 3,20%  |
| José Geraldo Torres (PT) | 1321 | O Pará para todos PT / PL / PCdoB / PMN / PCB | 79.262  | 2,98%  |
| Zequinha Marinho (PDT)   | 1212 | Frente Trabalhista PTB / PDT / PPS / PTN      | 76.177  | 2,86%  |
| Raimundo Santos (PL)     | 2223 | O Pará para todos PT / PL / PCdoB / PMN / PCB | 68.526  | 2,57%  |
| Nicias Ribeiro (PSDB)    | 4550 | PSDB                                          | 67.093  | 2,52%  |
| Josué Bengtson (PTB)     | 1456 | Frente Trabalhista PTB / PDT / PPS / PTN      | 65.916  | 2,48%  |
| João Batista Babá (PT)   | 1314 | O Pará para todos PT / PL / PCdoB / PMN / PCB | 57.136  | 2,15%  |
| Ann Pontes (PMDB)        | 1511 | PMDB                                          | 55.734  | 2,09%  |
| José Lima da Silva (PPB) | 1122 | PPB / PFL PFL / PPB                           | 47.281  | 1,78%  |
| Asdrúbal Bentes (PMDB)   | 1512 | PMDB                                          | 42.280  | 1,59%  |

Obs.: A tabela acima mostra somente os deputados federais eleitos.

## Deputados estaduais eleitos
Foram eleitos quarenta e um (41) deputados federais pelo estado.

Representação eleita
  PMDB: 8
  PSDB: 7
  PT: 5
  PL: 5
  PTB: 4
  PPB: 2
  PDT: 2
  PSD: 2
  PST: 2
  PSB: 2
  PCdoB: 1
  PPS: 1

Fonteː
| Candidato (a)               | Nº    | Coligação                                                         | Votos  | %     |
| --------------------------- | ----- | ----------------------------------------------------------------- | ------ | ----- |
| Helder Barbalho (PMDB)      | 15555 | PMDB                                                              | 68.474 | 2,58% |
| Mário Couto (PSDB)          | 45112 | PSDB                                                              | 56.587 | 2,13% |
| Martinho Carmona (PSDB)     | 45110 | PSDB                                                              | 36.894 | 1,39% |
| Araceli Lemos (PT)          | 13131 | O Pará para todos PT / PL / PCdoB / PMN / PCB                     | 36.825 | 1,39% |
| Ana Cunha (PMDB)            | 15130 | PMDB                                                              | 35.449 | 1,34% |
| André Dias (PSDB)           | 45678 | PSDB                                                              | 33.601 | 1,27% |
| Luiz Afonso Sefer (PL)      | 22120 | O Pará para todos PT / PL / PCdoB / PMN / PCB                     | 32.546 | 1,23% |
| José Carlos Antunes (PL)    | 22141 | O Pará para todos PT / PL / PCdoB / PMN / PCB                     | 32.061 | 1,21% |
| Cezar Colares (PSDB)        | 45150 | PSDB                                                              | 30.201 | 1,14% |
| Antônio Rocha (PMDB)        | 15195 | PMDB                                                              | 29.846 | 1,12% |
| José Carlos Araújo (PSDB)   | 45144 | PSDB                                                              | 28.784 | 1,08% |
| Alessandro Novelino (PL)    | 22333 | O Pará para todos PT / PL / PCdoB / PMN / PCB                     | 27.757 | 1,05% |
| Sandra Batista (PCdoB)      | 22333 | O Pará para todos PT / PL / PCdoB / PMN / PCB                     | 26.491 | 1,00% |
| José Neto (PPB)             | 11110 | PPB - PFL PPB / PFL                                               | 26.134 | 0,98% |
| Tetê Santos (PSDB)          | 45145 | PSDB                                                              | 25.516 | 0,96% |
| Márcio Miranda (PDT)        | 12355 | PDT                                                               | 23.996 | 0,90% |
| Valdir Ganzer (PT)          | 13103 | O Pará para todos PT / PL / PCdoB / PMN / PCB                     | 23.622 | 0,89% |
| Airton Faleiro (PT)         | 13500 | O Pará para todos PT / PL / PCdoB / PMN / PCB                     | 23.571 | 0,89% |
| Regina Barata (PT)          | 13611 | O Pará para todos PT / PL / PCdoB / PMN / PCB                     | 23.380 | 0,88% |
| Joaquim Passarinho (PSD)    | 41234 | Pará Progresso PSD / PV / PST / PSDC / PRTB / PRP / PRONA / PTdoB | 23.248 | 0,88% |
| Elza Miranda (PSDB)         | 45147 | PSDB                                                              | 23.203 | 0,87% |
| Pio X Leite (PTB)           | 14444 | PTB                                                               | 22.726 | 0,86% |
| Luís Cunha (PDT)            | 12345 | PDT                                                               | 22.580 | 0,85% |
| Haroldo Martins (PMDB)      | 15109 | PMDB                                                              | 22.411 | 0,84% |
| Cipriano Sabino (PPB)       | 11115 | PPB - PFL PPB / PFL                                               | 22.309 | 0,84% |
| Bosco Gabriel (PTB)         | 14610 | PTB                                                               | 21.542 | 0,81% |
| José Megale (PL)            | 22345 | O Pará para todos PT / PL / PCdoB / PMN / PCB                     | 21.146 | 0,80% |
| Luiz Eduardo Anaice (PMDB)  | 15108 | PMDB                                                              | 20.680 | 0,78% |
| Faisal Hussain (PTB)        | 14100 | PTB                                                               | 20.623 | 0,78% |
| Bira Barbosa (PMDB)         | 15111 | PMDB                                                              | 20.561 | 0,77% |
| Hélio Leite (PMDB)          | 15123 | PMDB                                                              | 20.495 | 0,77% |
| Artur Tourinho (PMDB)       | 15155 | PMDB                                                              | 20.267 | 0,76% |
| Júnior Ferrari (PTB)        | 14500 | PTB                                                               | 19.145 | 0,72% |
| Mário Cardoso (PT)          | 13513 | O Pará para todos PT / PL / PCdoB / PMN / PCB                     | 18.852 | 0,71% |
| José Soares Silva (PL)      | 22123 | O Pará para todos PT / PL / PCdoB / PMN / PCB                     | 18.687 | 0,70% |
| Eduardo Costa (PST)         | 18888 | Pará Progresso PSD / PV / PST / PSDC / PRTB / PRP / PRONA / PTdoB | 16.727 | 0,63% |
| Suzana Lobão (PST)          | 18189 | Pará Progresso PSD / PV / PST / PSDC / PRTB / PRP / PRONA / PTdoB | 16.389 | 0,62% |
| Eulina Rabelo (PSD)         | 41000 | Pará Progresso PSD / PV / PST / PSDC / PRTB / PRP / PRONA / PTdoB | 15.595 | 0,59% |
| Denimar Rodrigues (PPS)     | 23150 | PPS - PTN PPS / PTN                                               | 10.710 | 0,40% |
| Pio Netto (PSB)             | 40611 | O Pará nas mãos do povo PSB / PSC / PHS / PSL / PTC / PGT         | 10.116 | 0,38% |
| João de Deus Ferreira (PSB) | 40122 | O Pará nas mãos do povo PSB / PSC / PHS / PSL / PTC / PGT         | 8.595  | 0,32% |

Obs.: A tabela acima mostra somente os deputados estaduais eleitos.

### Governador - 2º Turno
Resultado do 2º turno da eleição para governador (apenas votos válidos).
| 2º Turno 27 de outubro de 2002 | 2º Turno 27 de outubro de 2002 | 2º Turno 27 de outubro de 2002 | 2º Turno 27 de outubro de 2002 |
| Candidato(a)                   | Vice                           | Votação                        | Votação                        |
| Candidato(a)                   | Vice                           | Porcentagem                    | Total                          |
| ------------------------------ | ------------------------------ | ------------------------------ | ------------------------------ |
| Simão Jatene (PSDB)            | Valéria Pires Franco (PFL)     | 51,72%                         | 1.291.082                      |
| Maria do Carmo (PT)            | Frederico Carlos (PL)          | 48,28%                         | 1.205.229                      |
| Total de votos válidos         | Total de votos válidos         | 96,43%                         | 2.496.311                      |
| Votos em branco                | Votos em branco                | 0,92%                          | 23.930                         |
| Votos nulos                    | Votos nulos                    | 2,65%                          | 68.611                         |
| Votos apurados                 | Votos apurados                 | 72,53%                         | 2.588.852                      |
| Abstenções                     | Abstenções                     | 27,47%                         | 980.481                        |
| Total de eleitores             | Total de eleitores             | 100,00%                        | 3.569.333                      |

| Partido | Partido | Candidato      | Votos     | Votos (%) |
| ------- | ------- | -------------- | --------- | --------- |
|         | PSDB    | Simão Jatene   | 1 291 082 | 51,72%    |
|         | PT      | Maria do Carmo | 1 205 229 | 48,28%    |
| Totais  | Totais  | Totais         | 2 496 311 |           |